# لایه درون‌رگی
لایه درون‌رگی (به انگلیسی: Endothelium) لایهٔ نازکی از سلول‌ها است که درون رگ‌های خونی و لنفاوی را می‌پوشاند. این لایه خون یا مایع لنف را از سطح زیرین خویش و مجرای درون رگ جدا می‌کند. سلول‌هایی که در این لایه ایجاد می‌شوند سلول‌های لایهٔ درون‌رگی (به انگلیسی: endothelial cells) نام دارند که بسته به مایعی که با آن در رگ تماس دارند به دو گونه لنفی و عروقی تقسیم می‌شوند. لایهٔ درون رگی تمامی درون تمامی اجزای سیستم گردش خون را می‌پوشاند از جمله قلب و درون‌شامه قلب تا مویرگ‌های بسیار کوچک. البته درون قلب به آن آندوکارد می‌گویند.

## وظایف لایه درون رگی
از وظایف لایه درون رگی می‌توان به مواردی همچون فراپالایش مایعات، هموستاز، کنترل جریان هورمون‌ها، کمک به سیستم ایمنی بدن، تورم، لخته شدن خون، ساخت گلبول‌های خونی و غیره اشاره کرد. برخی دانشمندان بیان کرده‌اند که لایه درون رگی نوعی بافت تخصص یافته است.

## بیماری‌ها
هر گونه اختلال در کارکرد لایه‌های درون رگی می‌تواند در مرور زمان منجر به بروز بیماری‌های قلبی و عروقی جدی شود و همچنین عواملی چون دیابت، چربی خون بالا، مصرف سیگار و تورم‌های عضلانی می‌توانند احتمال بروز اختلال در کارکرد لایه‌های درون رگی را افزایش بخشند.